# Siergiej Fröhlich
Siergiej Borisowicz Fröhlich, ros. Сергей Борисович Фрёлих (ur. ?, zm. na pocz. lat 50. XX w. w zachodnich Niemczech) – niemiecki wojskowy (kapitan), oficer łącznikowy SA ze sztabem gen. Andrieja A. Własowa podczas II wojny światowej, wydawca i działacz antykomunistyczny.

## Życiorys
Jego rodzina do 1920 r. mieszkała w Moskwie, po czym wyjechała do Rygi. Siergiej B. Fröhlich ukończył ryskie gimnazjum im. Łomonosowa. W latach 1923–1927 studiował na politechnice. Następnie przez rok praktykował w politechnice w Berlinie. Od marca 1928 r. do sierpnia 1929 r. służył w armii łotewskiej, dochodząc do stopnia kapitana rezerwy. Po zakończeniu służby wojskowej podjął pracę w firmie budowlanej ojca. Jednocześnie działał w organizacjach antykomunistycznych. W marcu 1941 r. został repatriowany do Niemiec. Po zajęciu Łotwy przez wojska niemieckie w poł. 1941 r., powrócił do Rygi, podejmując pracę jako inżynier. Służył w SA. W lutym 1943 r. skierowano go do sztabu gen. Andrieja Własowa w Berlinie jako oficer łącznikowy ze sztabem SA. Przyjęto go do Wehrmachtu w stopniu kapitana. W pierwszych dniach maja 1945 r. wraz ze sztabem Sił Zbrojnych Komitetu Wyzwolenia Narodów Rosji dostał się do niewoli amerykańskiej. Po wypuszczeniu na wolność zamieszkał w Monachium, gdzie założył firmę handlową. Jednocześnie wydawał pisma „Russkoje Zarubieżje” (Русское Зарубежье) i „Russkij demokrat” (Русский демократ). W 1987 r. została pośmiertnie opublikowana jego książka pt. General Wlassow. Russen und Deutsche zwischen Hitler und Stalin.